# Orepukia
Orepukia là một chi nhện trong họ Agelenidae.